# Retropinna tasmanica
Retropinna tasmanica är en fiskart som beskrevs av Mcculloch 1920. Retropinna tasmanica ingår i släktet Retropinna och familjen Retropinnidae. Inga underarter finns listade i Catalogue of Life.